# Sylvia Veit
Sylvia Veit (* 26. Juni 1977 in Weimar) ist eine deutsche Verwaltungswissenschaftlerin und Professorin an der Helmut-Schmidt-Universität.
Ihre Forschungsschwerpunkte sind Verwaltungsreformen und Public Management, Verwaltungs- und Institutionenpolitik, Führungskräfte im öffentlichen Sektor sowie Wissen in Politik und Verwaltung.

## Leben
Veit besuchte das Georgius-Agricola-Gymnasium in Glauchau, das sie 1996 als Jahrgangsbeste mit dem Abitur abschloss. Das Schuljahr 1993/94 hatte sie als Austauschschülerin an der Fagerlia Videregående Skole in Ålesund verbracht.
1997 bis 2003 studierte sie an der Universität Potsdam und der Freien Universität Berlin Politikwissenschaft mit den Nebenfächern Volkswirtschaftslehre und Rechtswissenschaft und graduierte als Diplom-Politikwissenschaftlerin mit Auszeichnung. 2004 bis 2008 war Veit Promotionsstipendiatin an der Graduate School of Modern Governance der Universität Potsdam. 2009 promovierte sie zum Thema „Bessere Rechtsetzung durch Folgenabschätzungen? Eine Analyse von Implementationsunterschieden in Deutschland und Schweden aus neo-institutionalistischer Perspektive“ mit der Note magna cum laude bei Werner Jann an der Universität Potsdam.
2007 bis 2011 war Veit wissenschaftliche Mitarbeiterin am Lehrstuhl für Politikwissenschaft, Verwaltung und Organisation der Universität Potsdam, 2008 bis 2009 zusätzlich wissenschaftliche Projektmitarbeiterin an der Forschungsstelle Umweltpolitik der Freien Universität Berlin. 2011 bis 2013 vertrat sie die Professur für Verwaltungswissenschaft an der Otto-Friedrich-Universität Bamberg. 2013 bis 2014 kehrte sie als Postdoc an den Lehrstuhl für Politikwissenschaft, Verwaltung und Organisation der Universität Potsdam zurück. 2014 wurde sie auf die Professur für Public Management der Universität Kassel berufen, wo sie unter anderem dem Studiengang Master of Public Administration vorsteht. 2018 weilte sie als Gastprofessorin an der Victoria University of Wellington. Seit 2024 hat sie die Professur für Verwaltungswissenschaft, insbesondere Digital Government der Helmut-Schmidt-Universität der Bundeswehr in Hamburg inne.
Seit 2018 ist Veit zusammen mit Thurid Hustedt Herausgeberin der Zeitschrift der moderne staat.
Veit ist verheiratet und Mutter von vier Kindern, für die sie 2003/04, 2006, 2010/11 und 2017 Elternzeit nahm.

## Mitgliedschaften
Veit ist Mitglied der Deutschen Sektion des Internationales Institut für Verwaltungswissenschaften, des International Centre for Higher Education Research, der International Political Science Association, und der International Public Policy Association.
Sie ist Mitglied im Sprecherkreis der Sektion Policy-Analyse und Verwaltungswissenschaft der Deutschen Vereinigung für Politikwissenschaft.

## Werk
- (mit Peter Knoepfel, Corinne Larrue, , Frédéri Varone) Politikanalyse. Opladen: Verlag Barbara Budrich. 2011.
- Bessere Gesetze durch Folgenabschätzung? Deutschland und Schweden im Vergleich. Wiesbaden: VS Verlag. 2010.
- (Hrsg. mit Christoph Reichard, und Göttrik Wewer) Handbuch zur Verwaltungsreform, 5. komplett neugestaltete Auflage. Wiesbaden: Springer. 2019.
- (mit Dieter Schimanke, Hans-Dieter Bull) Bürokratie im Irrgarten der Politik. Beiträge anlässlich des Gedächtnissymposiums für Hans-Ulrich Derlien. Schriften der Deutschen Sektion des Internationalen Instituts für Verwaltungswissenschaften Band 36. Baden-Baden: Nomos. 2011.